# Aq Burhan
Aq Burhan (tiếng Ả Rập: آق برهان, đã Latinh hoá: Āq Burhān) là một ngôi làng ở phía bắc tỉnh Aleppo, tây bắc Syria. Nằm trên đồng bằng Queiq phía đông, nó nằm 5 kilômét (3,1 mi)   phía đông Akhtarin, khoảng 35 km (22 mi) phía đông bắc thành phố Aleppo và 15 km (9,3 mi) phía nam biên giới với tỉnh Kilis của Thổ Nhĩ Kỳ.
Về mặt hành chính, ngôi làng thuộc về Nahiya Akhtarin ở quận Azaz. Các địa phương lân cận bao gồm Qar Kalbin 2 km (1,2 mi) về phía đông. Trong cuộc điều tra dân số năm 2004, Aq Burhan có dân số 627.